# Higher Intelligence Agency
Higher Intelligence Agency – angielska grupa muzyczna tworząca muzykę elektroniczną z gatunków ambient i techno. Grupę tworzy dwóch instrumentalistów: Bobby Bird i Dave Wheels.
Grupa wydała szereg albumów z własnymi kompozycjami oraz znana jest z licznych kolaboracji między innymi z takimi artystami jak Mixmaster Morris, Geir Jenssen oraz Pete Namlook (projekt Shado).

## Skład zespołu
- Bobby Bird – gitara, gitara basowa, instrumenty klawiszowe
- Dave Wheels – instrumenty klawiszowe

## Dyskografia
- 1993: Colourform
- 1995: Freefloater
- 1996: Deep Space Network Meets Higher Intelligence Agency
- 1996: Polar Sequences (live)
- 1997: S.H.A.D.O
- 1999: S.H.A.D.O 2
- 2000: Birmingham Frequencies

### Listy utworów albumów
H.I.A. – Colourform (1993)
1. „Spectral”
2. „Delta”
3. „Speedlearn – empathy mix”
4. „Influx”
5. „Conoid tone”
6. „Orange”
7. „M+T=E”
8. „Re echo”
9. „Ketamine – entity axiom mix”

H.I.A. – Freefloater (1995)
1. „Elapse”
2. „Hubble”
3. „Fleagle”
4. „Thirteen”
5. „Skank”
6. „Tortoise”
7. „Ting”
8. „Pinkgreen”
9. „U.H.I.”
10. „Taz”